# 습작 교향곡 (슈베르트)
슈베르트는 세 곡의 습작 교향곡을 남겼으며, 모두 작곡 도중 방기되어 완성되지 못했다. 또 공교롭게도 세 곡이 모두 라 장조의 곡들이다.

## 교향곡 라 장조 D.2b
1812년에 작곡된 것으로 추정되는 이 작품은 처음에는 D.997을 달고 있다가 나중에 작품번호가 변경된 사례이다. 1번 이전에 작곡된 습작교향곡이다.

## 교향곡 라 장조 D.615
1818년 5월에 작곡된 이 작품은 아다지오-알레그로 모데라토(약 4분 30초)와 알레그레토(약 3분 30초)의 2개 악장으로 구성되어 있으며, 두 악장 모두 완성되지 않았다.

## 교향곡 라 장조 D.708A
1821년 상반기에 작곡된 이 작품은 알레그로 비바체(약 3분), 안단테 콘 모토(약 3분 30초), 스케르초(약 8분), 프레스토(약 3분)의 4개 악장으로 구성되어 있다. 이 중 3악장 스케르초는 거의 완성되어 있어, 벨기에의 작곡가 피에르 바르톨로메(fr)는 이 3악장을 교향곡 제10번의 2악장과 3악장 사이에 삽입하여 교향곡 제10번을 4악장으로 만든 음반을 내기도 하였다.